# 香川県道184号綾川府中線
香川県道184号綾川府中線（かがわけんどう184ごう あやがわふちゅうせん）は、香川県綾歌郡綾川町から坂出市に至る一般県道である。

## 概要
高松自動車道とイオンモール綾川を最短で結ぶ。

### 路線データ
- 起点：香川県綾歌郡綾川町滝宮（香川県道183号綾川国分寺線起点、香川県道282号高松琴平線交点）
- 終点：香川県坂出市府中町（府中町新宮交差点、香川県道18号善通寺府中線終点、香川県道33号高松善通寺線交点）
- 総延長：6.2 km

## 歴史
- 1970年（昭和45年） - 綾南府中線（りょうなんふちゅうせん）として指定
- 2006年（平成18年）3月21日　- 綾南町廃止、綾川町発足に伴い名称を綾川府中線に変更

## 路線状況

### 重複区間
- 香川県道183号綾川国分寺線（綾歌郡綾川町滝宮）
- 香川県道18号善通寺府中線（坂出市府中町・石井橋西詰交差点 - 坂出市府中町・府中町新宮交差点）

### 道路施設

#### 橋梁
- 石井橋（綾川、綾歌郡綾川町）

## 地理

### 通過する自治体
- 綾歌郡綾川町
- 坂出市

### 交差する道路
| 交差する道路                                                   | 市町村名 | 市町村名 | 交差する場所 | 交差する場所            |
| -------------------------------------------------------------- | -------- | -------- | ------------ | ----------------------- |
| 香川県道183号綾川国分寺線 重複区間起点 香川県道282号高松琴平線 | 綾歌郡   | 綾川町   | 滝宮         | 起点                    |
| 国道32号                                                       | 綾歌郡   | 綾川町   | 滝宮         | 北小路西交差点          |
| 香川県道183号綾川国分寺線 重複区間終点                         | 綾歌郡   | 綾川町   | 滝宮         |                         |
| E11 高松自動車道                                               | 坂出市   | 坂出市   | 府中町       | 1-1 府中湖SIC           |
| 香川県道18号善通寺府中線 重複区間起点                          | 坂出市   | 坂出市   | 府中町       |                         |
| 香川県道18号善通寺府中線 重複区間終点 香川県道33号高松善通寺線 | 坂出市   | 坂出市   | 府中町       | 府中町新宮交差点 / 終点 |

### 交差する鉄道
- 予讃線

### 沿線
- 高松琴平電気鉄道琴平線 滝宮駅
- 府中ダム
- 坂出市立府中小学校
- 坂出警察署 府中駐在所
- JR四国予讃線 讃岐府中駅